# 加茂公成
加茂 公成（かも こうせい、1932年5月10日 - 2017年1月6日）は、東京都目黒区出身の男子テニス選手。1955年の全米選手権男子ダブルスで宮城淳とペアを組んで優勝し、日本人のテニス選手として唯一の4大大会男子ダブルス優勝者になった名選手である。父・国夫の指導で自宅コートで育った加茂4姉弟の末っ子。早稲田大学卒業。三井物産勤務を経て,テニスコンサルタント会社を経営。身長171cm、体重70kg。

## 経歴
加茂家は有名なテニス一家であり、姉の加茂幸子と兄の加茂礼仁（れいじん）も第2次世界大戦終戦直後の日本を代表する名選手であった。「公成」という名前は、フランスの往年の名選手アンリ・コシェにちなんで命名されたものである。1949年と1950年には、早くも全日本テニス選手権の混合ダブルス部門で姉の幸子と組んで2連覇を達成した。早稲田大学庭球部では兄の礼仁と共に福田雅之助の指導を受け、1952年の全日本テニス選手権で初の男子シングルス決勝に進出したが、この時は隈丸次郎に完敗している。1953年の同選手権では礼仁との“兄弟対決”が男子シングルス決勝で実現し、弟の公成が6-3→6-2→6-3で兄にストレート勝ちし、初の全日本チャンピオンとなる。
1953年から、公成は男子テニス国別対抗戦・デビスカップの日本代表選手に選ばれた。日本は第2次世界大戦の敗戦後、1951年からデビスカップの舞台に復帰したばかりで、当時のデ杯日本代表監督は熊谷一弥であった。初参加した1953年のデ杯では、他の日本代表選手は同じ早稲田大学の宮城淳と、木村雅信（きむら・まさのぶ）の3名であった。初参加の年は「アメリカン・ゾーン」の1回戦でカナダ・チームに0勝5敗の全敗で終わったが、加茂はシングルス2試合と宮城とのダブルス戦に抜擢された。この年から、加茂は宮城とのダブルスで抜群の強さを発揮し始める。1954年からデ杯監督が清水善造に交代し、この年はメキシコ・チームに2勝3敗と善戦した。加茂はメキシコシティへの遠征で、ラファエル・オルテガ（Rafael Ortega）に 7-5, 6-4, 5-7, 6-4 で勝ち、自らのデ杯初勝利を飾った。同年の全日本テニス選手権では、男子シングルス決勝では宮城に 6-4, 2-6, 3-6, 6-3, 3-6 のフルセットで敗れて2連覇を逃したが、宮城とペアを組んだダブルスで初優勝を飾っている。
1955年、デビスカップに「東洋ゾーン」が新設されたことにより、初めて日本国内での開催が可能になった。この年からは、原田武一が日本代表監督を務めた。5月27日-29日にかけて東京の田園コロシアム（1989年末に閉鎖）で行われた「東洋ゾーン」において、日本はフィリピンに3勝2敗で勝ち、その上位にある「インターゾーン」への出場権を得たが、そこでは強豪オーストラリアに歯が立たず、0勝4敗で完敗した。この時のオーストラリア代表選手には、当時世界の頂点を争っていたケン・ローズウォールやルー・ホードが入っていた。
この年の全米選手権で、公成は宮城淳と組んだ男子ダブルスで日本人男子選手として初の4大大会優勝を成し遂げる。当時の全米選手権は、シングルスとダブルスが別々の会場で行われていた。シングルスはニューヨークの「ウエストサイド・テニスクラブ」（通称フォレストヒルズ）で開かれ、ダブルスの会場はボストンにある「ロングウッド・クリケット・クラブ」（デビスカップ発祥の地として知られる名門クラブ）であったが、8月17日から20日にかけて「ハリケーン・ダイアン」の大豪雨がボストンの地を襲ったのである。雨はいつまでも降りやまず、芝生コートでプレーを再開できる見通しが立たないまま、選手たちは何日間も試合を待たされる。アメリカとオーストラリアの有力選手たちは、8月26日-28日のデビスカップ決勝戦を選んで「フォレスト・ヒルズ」へ移り、この年の全米選手権男子ダブルスを断念した。こうしたチャンスは滅多にないということで、他の選手たちは天候の回復を根気強く待ち、加茂と宮城の組は決勝でジェラルド・モス（Gerald Moss）とウィリアム・キラン（William Quillan）の組を 6-3, 6-3, 3-6, 1-6, 6-4 のフルセットで破る。22年前の1933年ウィンブルドン男子ダブルスで佐藤次郎と布井良助のペアが果たせなかった4大大会男子ダブルス優勝は、こうして実現した。これは今なお、日本人選手による唯一の4大大会男子ダブルス優勝であると同時に、「日本人選手どうしのペアで獲得した」唯一の4大大会ダブルス・タイトルでもある。日本人選手を含む他の4大大会ダブルス優勝は、（女子ダブルス・混合ダブルスのいずれも）外国人選手とのペアで獲得したものであるため、（1955年全米選手権の特異な条件があったとはいえ）加茂＆宮城ペアの優勝は日本テニス史に残る貴重な勝利と言えるだろう。
4大大会の男子シングルスでは、全米選手権に5回出場し（1953年-1955年・1957年・1958年）、3回戦進出が自己最高成績である。ウィンブルドンにも1957年に出場し、3回戦まで進出した。デビスカップには1959年まで出場し、シングルス12勝8敗、ダブルス3勝6敗、通算「15勝14敗」の成績を残している。
2006年8月、国際テニス連盟から「テニスに貢献した選手の賞」（Awards for Services to the Game）を授与された。一緒に受賞した選手は総計13名で、その中にはジュジャ・ケルメツィ（ハンガリー）、クルト・ニールセン（デンマーク）、ジーナ・ガリソン（アメリカ）、アンナ・スマシュノワ（イスラエル）、バルバラ・シェット（オーストリア）、リーンダー・パエス（インド）などがいる。
2017年1月6日、心筋梗塞のため逝去、84歳没。

## グランドスラム決勝

### 優勝
| 年   | 大会       | パートナー | 相手                                | スコア                  |
| 1955 | 全米選手権 | 宮城淳     | ジェラルド・モス ウィリアム・キラン | 6–3, 6–3, 3–6, 1–6, 6–4 |